# Büstenhebe

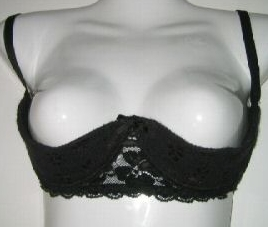
Büstenhebe

Die Büstenhebe (auch Büstenheber oder kurz Hebe) ist ein der Reizwäsche zugeordnetes Kleidungsstück, das die weibliche Brust von unten her stützt, ohne die Brustwarzen zu verdecken. Sie ist durch Draht oder anderes hartes Material verstärkt, um die Stützfunktion zu gewährleisten. 
Der Begriff überdeckt sich teilweise mit dem des BH ouvert, der sich durch die Unbedecktheit der Brustwarzen definiert und nicht durch die Stützfunktion von unten. Als BH ouvert werden auch unverstärkte Wäschestücke bezeichnet, die an den Brustwarzen mehr oder weniger große Öffnungen besitzen.
Die Büstenhebe bzw. der BH ouvert betonen sekundäre Geschlechtsmerkmale und sind deshalb zu unterscheiden von den heutzutage üblichen Büstenhaltern, die die Brust verbergen.